# Maurice Baker
Maurice Baker (Granite City, 28 luglio 1979) è un ex cestista e allenatore di pallacanestro statunitense.

## Palmarès

### Squadra
- Campionato lituano: 1

Lietuvos rytas: 2005-06
- Campione NBDL: 2

2006-07, 2014-15
- Lega Baltica: 1

Lietuvos rytas: 2005-06

### Individuale
- All-CBA First Team (2005)